# Sandneset
Die Sandneset (norwegisch für Sandnase) ist eine Landspitze im ostantarktischen Königin-Maud-Land. Sie bildet den nördlichen Ausläufer der Moräne Furdesanden im Conradgebirge der Orvinfjella.
Teilnehmer der Deutschen Antarktischen Expedition 1938/39 unter der Leitung von Alfred Ritscher entdeckten und fotografierten sie aus der Luft. Norwegische Kartografen, die sie auch deskriptiv benannten, kartierten sie anhand von Luftaufnahmen und Vermessungen der Dritten Norwegischen Antarktisexpedition (1956–1960).